# シンプソンズのプラス・アニバーサリー
『シンプソンズのプラス・アニバーサリー』（The Simpsons in Plusaversary）とは、グレイシー・フィルムと20th テレビジョン・アニメーションによって製作されたザ・シンプソンズの短編アニメーション。アメリカ合衆国のディズニープラス2周年記念（ディズニープラスの日）として2021年11月12日に公開された。

## キャラクター
※括弧内は日本語吹替
ホーマー・シンプソン
声 - ダン・カステラネタ（浦山迅）
バート・シンプソン
声 - ナンシー・カートライト（高倉有加）
マギー・シンプソン
声 - ナンシー・カートライト
リサ・シンプソン
声 - ヤードリー・スミス（うのちひろ）
バーニー・ガンベル
声 - ダン・カステラネタ（魚谷としお）
サイドショー・メル
声 - ダン・カステラネタ（藤井雄太）
ホレイショー・マカリスター船長
声 - ハンク・アザリア（橋本信明）
モー・シズラック
声 - ハンク・アザリア（唐沢龍之介）
グーフィー
声 - ハンク・アザリア（宮本崇弘）
ドナルドダック
声 - ダン・カステラネタ（藤井雄太）
プー
声 - ダン・カステラネタ（魚谷としお）
バズ・ライトイヤー
声 - ハンク・アザリア（平林剛）
マレフィセント
声 - トレス・マクニール（近内仁子）
ハッピー
声 - ダン・カステラネタ（平林剛）
グランピー
声 - ダン・カステラネタ（山本篤）

### カメオ出演
マーベル・シネマティック・ユニバース
- アントマン
- ロキ
- ドクター・ストレンジ